# Windhoek-Okuryangava
Okuryangava ist eine Vorstadt bzw. ein Stadtteil der namibischen Landeshauptstadt Windhoek, in der Region Khomas im Wahlkreis Moses ǁGaroëbKlicklaut. Sie befindet sich im äußersten Norden des Stadtgebietes und besteht hauptsächlich aus Blechhütten.
Der Stadtteil Windhoek-Okuryangava grenzt im Süden an die bekanntere Vorstadt Windhoek-Katutura (auch Matutura genannt) und im Westen an Windhoek-Hakahana, welche ebenfalls überwiegend aus Blechhütten besteht.

## Infrastruktur
Im Süden verläuft die Monte Christo Road in Richtung Windhoek-Nördliches Industriegebiet bzw. Windhoek-Havana. 
In Windhoek-Okuryangava befinden sich einige Kirchen und Bildungseinrichtungen sowie das Okuryangava Health Centre.